# Eremiaphila rufula
Eremiaphila rufula è una specie di mantide religiosa appartenente al genere Eremiaphila.